# Protesto do Olodum
"Protesto do Olodum" (também conhecida por "E lá vou eu...") é uma canção originalmente lançada no carnaval de 1988 pelo Olodum, um dos principais blocos afro do carnaval de Salvador. 

## Informações
Composta por Tatau, ex-vocalista do Araketu, e Paulo Moçambique, compositor do bairro do Engenho Velho da Federação, foi uma das canções mais tocadas no carnaval de 1988, a canção fala sobre o período no qual a região do Pelourinho da cidade de Salvador, capital da Bahia, estava passando por um período de intensa degradação. Isso pode ser entendido graças a versos como "Pelourinho contra a prostituição". "Protesto do Olodum" chama os habitantes daquela então pobre área da cidade para fazerem manifestações contra a precária situação em que viviam. Algum tempo depois do lançamento da canção, Antônio Carlos Magalhães, então governador da Bahia, ordenou a expulsão de vários moradores do Pelourinho pela Polícia Militar do estado, para a restauração da área, o que inchou ainda mais as grandes favelas da capital baiana. 
Além disso, a canção também explicita o descaso da elite brasileira para com o Nordeste nos versos "Na Bahia existe Etiópia/Pro Nordeste o país vira as costas". Também é citado o escândalo da poluição ambiental no município de Cubatão, no estado de São Paulo, nos versos "Brasil liderança, força e elite da poluição/Em destaque o terror, Cubatão". Também são citados Desmond Tutu e Nelson Mandela, símbolos da luta contra o regime de segregação racial do apartheid na África do Sul e a fome em Moçambique, nos versos "Moçambique eh! por minuto um homem vai morrer, sem ter pão nem água pra beber".

## Versões
A canção "Protesto do Olodum" ou "E lá vou eu..." por causa do seu refrão foi sucesso nacional com a Banda Mel e depois foi regravada por Margareth Menezes em Divas da Bahia, um especial da TV Bahia, e por Daniela Mercury em seu DVD Baile Barroco. Também foi regravada por ambas e por Tatau para a trilha sonora do filme Ó Paí, Ó de 2007, na qual o cantor fez uma participação especial.